# 1976 في اليابان
فيما يلي قوائم الأحداث التي وقعت خلال عام 1976 في اليابان.

## سياسة

### تعيين في المنصب
- 24 ديسمبر – إيشيهارا شنتارو وزير البيئة [الإنجليزية]‏.
- 24 ديسمبر – تاكيو فوكودا رئيس وزراء اليابان.

### انتهاء فترة المنصب
- 6 نوفمبر – تاكيو فوكودا نائب رئيس وزراء اليابان [الإنجليزية]‏.
- 24 ديسمبر – تاكيو ميكي رئيس وزراء اليابان.

## رياضة
- 24 أكتوبر – جائزة اليابان الكبرى 1976 الفائز ماريو أندريتي.

## ظهور
- 1 يناير – مجلة لالا مجلة يابانية.

## برامج ومسلسلات وأنمي
- إيكوسان

## كتب
من الكتب التي صدرت هذه السنة في اليابان:
- 1 يناير – كاندي كاندي من تأليف Kyoko Mizuki [الإنجليزية]‏.

## مواليد

### يناير
- 1 يناير – إيجي أوساتسوكا رسام كتب ياباني.
- 1 يناير – ماري اوكادا كاتبة سيناريو يابانية.
- 5 يناير – شينتارو أسانوما
- 15 يناير – تاكيشي ناكاشيما لاعب كرة قدم ياباني.
- 23 يناير – تاكيهيرو هاياشي لاعب كرة قدم ياباني.[1]
- 24 يناير – تاتسويوكي ناغاي مخرج أفلام ياباني.[2]

### فبراير
- 7 فبراير – دايسوكي أوكو لاعب كرة قدم ياباني.[3]
- 7 فبراير – نوريأو موراتا لاعب كرة قدم ياباني.
- 11 فبراير – تاتسويا ياماغوشي متسابق دراجات نارية ياباني.
- 22 فبراير – تورو أوجما لاعب كرة قدم ياباني.
- 23 فبراير – سسمو أوكي لاعب كرة قدم ياباني.[4]
- 24 فبراير – ماكوتو إيشي
- 25 فبراير – سيجي هوندا لاعب كرة قدم ياباني.[5]
- 27 فبراير – يوكاري تامورا مغنية يابانية.[6]

### مارس
- 6 مارس – ريوسكي ناكانيشي
- 16 مارس – كينجي نوجيما
- 16 مارس – يوج كاميمورا لاعب كرة قدم ياباني.
- 17 مارس – كيجي إيناي ملحن ياباني.
- 24 مارس – تاكايوكي سوغياما لاعب كرة قدم ياباني.
- 26 مارس – ميتسوتوشي واتادا لاعب كرة قدم ياباني.[7]
- 28 مارس – هاروتشيكا أوكي متسابق دراجات نارية ياباني.
- 29 مارس – كيايايتشيرو ناكانو لاعب كرة قدم ياباني.
- 30 مارس – أياكو كاواسومي[8]

### أبريل
- 1 أبريل – يوكا يوشيدا لاعبة كرة مضرب يابانية.
- 2 أبريل – تاكاهيرو ياماناشي لاعب كرة قدم ياباني.[9]
- 2 أبريل – دايسكي ناميكاوا
- 8 أبريل – هيروكي شيموادا ممثل ياباني.
- 9 أبريل – كوجي أوكاموتو لاعب كرة قدم ياباني.
- 9 أبريل – كينيتشي توماباتشي لاعب كرة قدم ياباني.
- 10 أبريل – ياسوأكي كاتو لاعب كرة قدم ياباني.
- 13 أبريل – غلين هاورتون
- 13 أبريل – كوجي يوشيمورا لاعب كرة قدم ياباني.[10]
- 15 أبريل – سييغو نارازاكي لاعب كرة قدم ياباني.[11]
- 15 أبريل – كويتشي أي لاعب كرة قدم ياباني.
- 18 أبريل – تورو كابراك لاعب كرة قدم ياباني.[12]
- 20 أبريل – سوتارو ياسناغا لاعب كرة قدم ياباني.[13]
- 20 أبريل – يوشيوكي موريساكي لاعب كرة قدم ياباني.
- 22 أبريل – أكيرا أوبا لاعب كرة قدم ياباني.
- 22 أبريل – شينيا ميتسواكا لاعب كرة قدم ياباني.[14]
- 30 أبريل – كوساكو ماسودا لاعب كرة قدم ياباني.[15]

### مايو
- 2 مايو – ميتسونوري يابوتا لاعب كرة قدم ياباني.[16]
- 2 مايو – ياسوهيرو تويوتا لاعب كرة قدم ياباني.
- 4 مايو – ياسوهيرو هاتو لاعب كرة قدم ياباني.[17]
- 5 مايو – ميتسورو موكوجيما لاعب كرة قدم ياباني.
- 8 مايو – ماكوتو يوكيمورا مانغاكا ياباني.[18]
- 9 مايو – سوتا كاساهارا لاعب كرة قدم ياباني.
- 10 مايو – كنجي كيتاهارا لاعب كرة قدم ياباني.
- 11 مايو – يوكيهيكو ساتو لاعب كرة قدم ياباني.[19]
- 13 مايو – كينجي تاكاقي لاعب كرة قدم ياباني.
- 14 مايو – مينورو كوباياشي لاعب كرة قدم ياباني.
- 29 مايو – شينجي ماكينو لاعب كرة قدم ياباني.
- 29 مايو – كي هوشيكاواإ لاعب كرة قدم ياباني.
- 30 مايو – تاكاشي أوميدا لاعب كرة قدم ياباني.[20]
- 30 مايو – ماكوتو كيتا لاعب كرة قدم ياباني.

### يونيو
- 1 يونيو – النمر المقنع مصارع محترف ياباني.
- 2 يونيو – يوشينوبو مينووا لاعب كرة قدم ياباني.[21]
- 3 يونيو – تومو سوغاوارا لاعب كرة قدم ياباني.[22]
- 5 يونيو – تاكايوكي سوزوكي لاعب كرة قدم ياباني.[23]
- 5 يونيو – تشيجوسا إيكيدا
- 14 يونيو – تاكاهيرو ميزوشيما
- 18 يونيو – أكينوري نيشيزاوا لاعب كرة قدم ياباني.[24]
- 18 يونيو – تاتسوهيكو كوبو لاعب كرة قدم ياباني.[25]
- 19 يونيو – ساتوشي فوجيموتو لاعب كرة قدم ياباني.
- 28 يونيو – شينوبو أساغوي لاعبة كرة مضرب يابانية.
- 29 يونيو – كاتسوتوشي دوموري لاعب كرة قدم ياباني.
- 29 يونيو – كينجي إيتو لاعب كرة قدم ياباني.
- 30 يونيو – كادزماسا شيميدز لاعب كرة قدم ياباني.
- 30 يونيو – كى كوباياشي مؤدّية صوت يابانية.

### يوليو
- 4 يوليو – دايجيرو كاتو متسابق دراجات نارية ياباني.[26]
- 8 يوليو – كينوتا ساإيتو لاعب كرة قدم ياباني.
- 9 يوليو – جو كانازاوا لاعب كرة قدم ياباني.[27]
- 10 يوليو – شوسوكي شيمادا لاعب كرة قدم ياباني.
- 11 يوليو – كازوما إيتو لاعب كرة قدم ياباني.
- 11 يوليو – يوكي إيمامورا لاعب كرة قدم ياباني.
- 13 يوليو – كوهي موريتا لاعب كرة قدم ياباني.[28]
- 15 يوليو – شيكأو أونوأإيه لاعب كرة قدم ياباني.
- 15 يوليو – يوكينوري شيغيتا لاعب كرة قدم ياباني.
- 16 يوليو – تومونوري تسونيماتسو لاعب كرة قدم ياباني.
- 21 يوليو – يوشيكييو كوبوياما لاعب كرة قدم ياباني.[29]
- 22 يوليو – سيإيإيتشي سايتو لاعب كرة قدم ياباني.
- 22 يوليو – عبد الله كوباياشي
- 23 يوليو – كازوما هوري
- 24 يوليو – ريوجي كوبتا لاعب كرة قدم ياباني.
- 25 يوليو – توشياكي نيشيوكا ملاكم ياباني.
- 28 يوليو – كيإيجي كوإيدزومي لاعب كرة قدم ياباني.
- 29 يوليو – شينيتشي ياماغوتشي لاعب كرة قدم ياباني.
- 29 يوليو – كازواكي هاياشي لاعب كرة قدم ياباني.
- 29 يوليو – هيروماسا سوقورو لاعب كرة قدم ياباني.[30]
- 31 يوليو – إيواو ياماني لاعب كرة قدم ياباني.[31]
- 31 يوليو – شيجينوري هاغيمورا لاعب كرة قدم ياباني.[32]

### أغسطس
- 1 أغسطس – يويتشي متسوتاني لاعب كرة قدم ياباني.
- 2 أغسطس – دايكي واكاماتسو لاعب كرة قدم ياباني.[33]
- 4 أغسطس – هيتومي ناباتامي
- 8 أغسطس – مينورو توجو حكم كرة قدم ياباني.
- 8 أغسطس – ناوكي تاكاهاشي لاعب كرة قدم ياباني.[34]
- 15 أغسطس – نورياكي تسوتسوي لاعب كرة قدم ياباني.[35]
- 16 أغسطس – ميتسوهيرو وهارا لاعب كرة قدم ياباني.
- 18 أغسطس – ياسوهيرو يامامورا لاعب كرة قدم ياباني.[36]
- 20 أغسطس – شين أساهينا لاعب كرة قدم ياباني.
- 25 أغسطس – كوجي أيرومورا لاعب كرة قدم ياباني.[37]
- 25 أغسطس – ماسايتو تامادا لاعب كرة قدم ياباني.
- 27 أغسطس – هيدياكي توميناجا لاعب كرة قدم ياباني.[38]

### سبتمبر
- 1 سبتمبر – تارو إيتشيكي لاعب كرة قدم ياباني.
- 1 سبتمبر – تاكاشي فوكونيشي لاعب كرة قدم ياباني.[39]
- 4 سبتمبر – جون فكشيما مؤدّي صوت ياباني.
- 9 سبتمبر – ماسايا ماتسكازي ممثل ياباني.
- 13 سبتمبر – وتسوكيميتس ميزوتا لاعب كرة قدم ياباني.
- 15 سبتمبر – كاتسويوكي ميازاوا لاعب كرة قدم ياباني.[40]
- 16 سبتمبر – ماكوتو أتسوتا لاعب كرة قدم ياباني.[41]
- 20 سبتمبر – تاكاو سوزوكي لاعب كرة مضرب ياباني.
- 20 سبتمبر – يوي هوريه مغنية يابانية.[42]
- 22 سبتمبر – ماكوتو يوكوهاما لاعب كرة قدم ياباني.
- 23 سبتمبر – ساتوشي فوجتا لاعب كرة قدم ياباني.
- 29 سبتمبر – تاكاشي إيموتو لاعب كرة قدم ياباني.

### أكتوبر
- 4 أكتوبر – نوريهيسا شيميزو لاعب كرة قدم ياباني.[43]
- 19 أكتوبر – نوبويوكي زايزن لاعب كرة قدم ياباني.[44]
- 19 أكتوبر – هيروشي ساكاي لاعب كرة قدم ياباني.
- 24 أكتوبر – أتسوتو أويشي لاعب كرة قدم ياباني.
- 31 أكتوبر – إيما كوجوري[45]

### نوفمبر
- 2 نوفمبر – كومي سكوما ممثلة يابانية.[46]
- 4 نوفمبر – ماكوتو تامادا متسابق دراجات نارية ياباني.
- 5 نوفمبر – تيتسورو أراكي مخرج أفلام ياباني.
- 5 نوفمبر – كينجي اينو مصارع هاوي ياباني.
- 9 نوفمبر – ماسايوكي أوموري لاعب كرة قدم ياباني.[47]
- 10 نوفمبر – كورومي ماميا مؤدّية صوت يابانية.
- 11 نوفمبر – ناأوكي ماكينو لاعب كرة قدم ياباني.
- 13 نوفمبر – هيروشي تاناهاشي مصارع محترف ياباني.
- 16 نوفمبر – كازوهيرو سوزوكي لاعب كرة قدم ياباني.[48]
- 19 نوفمبر – مينورو تاكيناكا لاعب كرة قدم ياباني.
- 20 نوفمبر – أتسوشي يونياما لاعب كرة قدم ياباني.[49]
- 23 نوفمبر – تاكايوكي تشانو لاعب كرة قدم ياباني.[50]

### ديسمبر
- 10 ديسمبر – تاتسوهيرو وكينا لاعب كرة قدم ياباني.[51]
- 12 ديسمبر – تومويا إيتشيكاوا لاعب كرة قدم ياباني.
- 15 ديسمبر – ميكي ساساكي لاعبة كرة طائرة يابانية.
- 30 ديسمبر – تاكويا إيتو لاعب كرة قدم ياباني.

## وفيات

### يناير
- 1 يناير – يوكيو جوتو لاعب كرة قدم ياباني.